# Alvaro Mancori
Alvaro Mancori (Roma, 15 settembre 1923 – Roma, 24 giugno 2011) è stato un direttore della fotografia e produttore cinematografico italiano.
Fra gli anni cinquanta e sessanta ha lavorato come direttore della fotografia in oltre 50 film, lavorando saltuariamente anche come regista, attore, produttore e sceneggiatore.

## Filmografia

### Direttore della fotografia
- Atto di accusa, regia di Giacomo Gentilomo (1950)
- Auguri e figli maschi!, regia di Giorgio Simonelli (1951)
- Salvate mia figlia, regia di Sergio Corbucci (1951)
- Trieste mia!, regia di Mario Costa (1951)
- Tragico ritorno, regia di Pier Luigi Faraldo (1952)
- La muta di Portici, regia di Giorgio Ansoldi (1952)
- La storia del fornaretto di Venezia, regia di Giacinto Solito (1952)
- Napoli terra d'amore, regia di Camillo Mastrocinque (1954)
- La figlia di Mata Hari, regia di Renzo Merusi e Carmine Gallone (1954)
- La prigioniera di Amalfi, regia di Giorgio Cristallini (1954)
- I misteri della jungla nera, regia di Gian Paolo Callegari e Ralph Murphy (1954)
- La campana di San Giusto, regia di Mario Amendola e Ruggero Maccari (1954)
- Il falco d'oro (1955)
- Figaro, il barbiere di Siviglia (1955)
- Torna piccina mia! di Carlo Campogalliani (1955)
- Il campanile d'oro, regia di Giorgio Simonelli (1955)
- Guaglione, regia di Giorgio Simonelli (1956)
- I girovaghi di Hugo Fregonese (1956)
- Giovanni dalle bande nere, regia di Sergio Grieco (1956)
- Totò, Vittorio e la dottoressa, regia di Camillo Mastrocinque (1957)
- Questo nostro mondo (1957)
- Il cocco di mamma, regia di Mauro Morassi (1957)
- Al servizio dell'imperatore (1958)
- L'eretico (El hereje), regia di Francisco de Borja Moro (1958)
- È arrivata la parigina (1958)
- La duchessa di Santa Lucia, regia di Roberto Bianchi Montero (1959)
- Le bellissime gambe di Sabrina (1959)
- Domenica è sempre domenica, regia di Camillo Mastrocinque (1959)
- Il moralista, regia di Giorgio Bianchi (1959)
- La cambiale, regia di Camillo Mastrocinque (1959)
- Totò, Eva e il pennello proibito, regia di Steno (1959)
- Sogno di una notte di mezza sbornia (1959)
- Anonima cocottes, regia di Camillo Mastrocinque (1960)
- Totò, Fabrizi e i giovani d'oggi, regia di Mario Mattoli (1960)
- Uomini e nobiluomini, regia di Giorgio Bianchi (1960)
- Brevi amori a Palma di Majorca, regia di Giorgio Bianchi (1960)
- Genitori in blue-jeans, regia di Camillo Mastrocinque (1960)
- Totò a Parigi, regia di Camillo Mastrocinque (1960)
- I piaceri dello scapolo (1960)
- Le olimpiadi dei mariti, regia di Giorgio Bianchi (1960)
- Maciste l'uomo più forte del mondo, regia di Antonio Leonviola (1961)
- Maciste contro il vampiro, regia di Sergio Corbucci e Giacomo Gentilomo (1961)
- Letto a tre piazze, regia di Steno (1961)
- Totò, Peppino e... la dolce vita, regia di Sergio Corbucci (1961)
- Signori si nasce, regia di Mario Mattoli (1961)
- Sua Eccellenza si fermò a mangiare, regia di Mario Mattoli  (1961)
- La tigre dei sette mari, regia di Luigi Capuano (1962)
- Il colpo segreto di d'Artagnan (1962)
- Ulisse contro Ercole, regia di Mario Caiano  (1962)
- Il Leone di San Marco, regia di Luigi Capuano (1963)
- Totò e Cleopatra, regia di Fernando Cerchio (1963)
- Io, Semiramide, regia di Primo Zeglio (1963)
- Divorzio alla siciliana, regia di Enzo Di Gianni (1963)
- Il boia di Venezia (1964)
- Amori pericolosi, segmento "La ronda" (1964)
- Totò contro il pirata nero, regia di Fernando Cerchio (1964)
- I magnifici Brutos del West, regia di Marino Girolami (1964)
- Gli uomini dal passo pesante, regia di Mario Sequi (1965)
- La sfida dei giganti, regia di Maurizio Lucidi (1965)
- S.077 spionaggio a Tangeri (1965)
- Scandali nudi, regia di Enzo Di Gianni (1965)
- Il Natale che quasi non fu (1966)

### Regista
- Ercole l'invincibile (1964)
- Racconti a due piazze (1965)

### Produttore
- I magnifici Brutos del West, regia di Marino Girolami (1964)
- Ercole l'invincibile, regia di Alvaro Mancori (1964)
- Gli uomini dal passo pesante, regia di Mario Sequi (1965)
- La notte pazza del conigliaccio (1967)
- Caroline chérie (1968)
- Corri uomo corri, regia di Sergio Sollima (1968)
- Ostia, regia di Sergio Citti (1970)
- Bastardo, vamos a matar (1971)

### Attore
- Culastrisce nobile veneziano, regia di Flavio Mogherini (1976)
- La galette du roi (1986)

### Sceneggiatore
- Ercole l'invincibile, regia di Alvaro Mancori (1964)